# 26-я дивизия подводных лодок
26-я дивизия подводных лодок (26 ДиПЛ) — соединение подводных лодок Тихоокеанского флота ВМФ СССР и России, существовавшее в 1961—2000 годах, первая советская дивизия атомных подводных лодок на Дальнем Востоке.

## История
30 декабря 1959 года на Тихоокеанском флоте был сформирован 423-й отдельный дивизион подводных лодок под командованием Н. П. Прыгункова. Местом базирования определена бухта Павловского в заливе Стрелок, посёлок Тихоокеанский, который по созвучию носил прозвище «Техас» или «Тихас». 30 апреля 1960 года дивизион был преобразован в 9-ю отдельную бригаду, 2 октября того же года к месту постоянного базирования прибыла прошедшая заводские ходовые испытания атомная подводная лодка К-45, головной корабль проекта 659. На базе бригады были проведены государственные испытания корабля, закончившиеся 28 июня 1961 года, и после их окончания бригада была переформирована в дивизию.
26-я дивизия подводных лодок сформирована 15 июля 1961 года на базе 9-й отдельной бригады подводных лодок с прежним местом базирования. Дивизия числилась как отдельная, оперативно подчиняясь Приморской флотилии разнородных сил. Командиром дивизии стал контр-адмирал Ю. В. Иванов, начальником штаба был назначен Н. П. Прыгунков. Первыми кораблями дивизии стали пять атомных подводных лодок проекта 659, вооружённые шестью крылатыми ракетами П-5, с 1962 года — перевооружённые ракетами П-5Д. Для их эксплуатации кроме штатных экипажей были дополнительно сформированы 186-й и 331-й экипажи ПЛАРК проекта 659.
1960-е годы в истории дивизии были периодом освоения новой техники, получения опыта автономных походов, эксплуатации техники и вооружения во всех условиях от полярных районов до тропиков. В июне-июле 1962 года ПЛАРК К-59 (командир — капитан 2-го ранга Ганрио А. В., старший на борту — командир дивизии Иванов Ю. В.) совершила первое в истории СССР длительное автономное плавание, в течение 42 суток пройдя почти 11 тысяч миль, из них почти 10 тысяч — в подводном положении. Переданные из 26-й ДиПЛ корабли проектов 659 и 675 составили основу мощи 45-й и 10-й дивизий подводных лодок, базировавшихся на Камчатке. Впоследствии послужившие корабли по мере замены передавались обратно. Такая ситуация сохранялась на протяжении всей истории соединения, так как база на Камчатке имела прямой выход в океан, и все самые новые корабли передавались туда.
Пять подводных лодок проекта 659 к 1974 году были переоборудованы в торпедные по проекту 659Т и вернулись в состав 26-й дивизии, тем самым завершив формирование её постоянного состава: 5 АПЛ проекта 659Т и 6 ПЛАРК проекта 675.
| Наименование | Проект            | Предыдущая служба     | Период в строю | Дальнейшая служба                  |
| ------------ | ----------------- | --------------------- | -------------- | ---------------------------------- |
| К-45         | ПЛАРК проекта 659 | Построены (ЗЛК)       | 1960—1964      | Переданы в 45-ю ДиПЛ               |
| К-59         | ПЛАРК проекта 659 | Построены (ЗЛК)       | 1961—1964      | Переданы в 45-ю ДиПЛ               |
| К-66         | ПЛАРК проекта 659 | Построены (ЗЛК)       | 1961—1964      | Переданы в 45-ю ДиПЛ               |
| К-122        | ПЛАРК проекта 659 | Построены (ЗЛК)       | 1961—1963      | Переданы в 45-ю ДиПЛ               |
| К-151        | ПЛАРК проекта 659 | Построены (ЗЛК)       | 1962—1963      | Переданы в 45-ю ДиПЛ               |
| К-175        | ПЛАРК проекта 675 | Построены (ЗЛК)       | 1964—1966      | Переданы в 45-ю ДиПЛ               |
| К-189        | ПЛАРК проекта 675 | Построены (ЗЛК)       | 1965—1966      | Переданы в 45-ю ДиПЛ               |
| К-31         | ПЛАРК проекта 675 | Построены (ЗЛК)       | 1965—1966      | Переданы в 45-ю ДиПЛ               |
| К-94         | ПЛАРК проекта 675 | Построены (ЗЛК)       | 1967           | Переданы в 45-ю ДиПЛ               |
| К-34         | ПЛАРК проекта 675 | Построены (ЗЛК)       | 1969           | Переданы в 45-ю ДиПЛ               |
| К-184        | ПЛАРК проекта 675 | Построены (ЗЛК)       | 1964—1979      | Переданы в 10-ю ДиПЛ               |
| К-57/К-557   | ПЛАРК проекта 675 | Построены (ЗЛК)       | 1965—1979      | Переданы в 10-ю ДиПЛ               |
| К-48         | ПЛАРК проекта 675 | Построены (ЗЛК)       | 1966—1967      | Переданы в 10-ю ДиПЛ               |
| К-10         | ПЛАРК проекта 675 | Построены (ЗЛК)       | 1966—1967      | Переданы в 10-ю ДиПЛ               |
| К-108        | ПЛАРК проекта 675 | Построены (ЗЛК)       | 1967           | Переданы в 10-ю ДиПЛ               |
| К-56         | ПЛАРК проекта 675 | Построены (ЗЛК)       | 1966—1986      | Переданы в 29-ю ДиПЛ               |
| К-7          | ПЛАРК проекта 675 | Построены (ЗЛК)       | 1967—1980      | Переданы в 29-ю ДиПЛ               |
| К-23         | ПЛАРК проекта 675 | Построены (ЗЛК)       | 1968—1984      | Переданы в 29-ю ДиПЛ               |
| К-31         | ПЛАРК проекта 675 | Передана из 10-й ДиПЛ | 1971—1979      | Переданы в 29-ю ДиПЛ               |
| К-45         | АПЛ проекта 659Т  | Переданы из 45-й ДиПЛ | 1968—1983      | Переданы в 28-ю ДиПЛ (Сов. Гавань) |
| К-59/К-259   | АПЛ проекта 659Т  | Переданы из 45-й ДиПЛ | 1968—1983      | Переданы в 28-ю ДиПЛ (Сов. Гавань) |
| К-122        | АПЛ проекта 659Т  | Переданы из 45-й ДиПЛ | 1968—1983      | Переданы в 28-ю ДиПЛ (Сов. Гавань) |
| К-151        | АПЛ проекта 659Т  | Переданы из 45-й ДиПЛ | 1974—1984      | Переданы в 28-ю ДиПЛ (Сов. Гавань) |
| К-66         | АПЛ проекта 659Т  | Переданы из 45-й ДиПЛ | 1973—1986      | Выведена из состава флота          |
| К-14         | АПЛ проекта 627А  | Переданы из 45-й ДиПЛ | 1981—1982      | Переданы 28-й ДиПЛ                 |
| К-133        | АПЛ проекта 627А  | Переданы из 45-й ДиПЛ | 1982—1984      | Переданы 28-й ДиПЛ                 |
| К-42         | АПЛ проекта 627А  | Переданы из 45-й ДиПЛ | 1981—1989      | Выведены из состава флота          |
| К-115        | АПЛ проекта 627А  | Переданы из 45-й ДиПЛ | 1982—1987      | Выведены из состава флота          |
| К-178        | АПЛ проекта 658У  | Передана из 8-й ДиПЛ  | 1985—1990      | Выведены из состава флота          |

26-я дивизия являлась базой для ввода в строй новых кораблей, через неё прошло большинство атомных подводных лодок постройки завода имени Ленинского Комсомола (Комсомольск-на-Амуре): ПЛАРК проекта 675, многоцелевые АПЛ проекта 671РТМ и проекта 971, затем корабли передавались в другие соединения. Эта схема была продиктована географической и логистической спецификой: от места постройки в Комсомольске-на-Амуре подводные лодки переходили в Большой Камень для достройки, где вводились в строй с минимальными затратами времени и средств по сравнению с Камчаткой, имевшей беспрепятственный выход в океан и огромные сложности со снабжением.
Боевая служба подводных лодок 26-й ДиПЛ проходила в водах Японского, Восточно-Китайского, Южно-Китайского морей, в Индйском океане. Лодки ходили к берегам Вьетнама, Индии, вплоть до Аденского залива. В 1980 году К-151 стала первой АПЛ, посетившей арендованный у Вьетнама пункт базирования Камрань.
В 1978 году на базе 26-й дивизии была сформирована 4-я флотилия в составе 21-й, 26-й и 29-й дивизий АПЛ. Штатная численность подводных лодок в 26-й ДиПЛ была установлена в 8 единиц, в том числе боеготовых — 50-70 %. К 1979 году все ПЛАРК проекта 675 были переданы в 29-ю ДиПЛ, и 26-я дивизия отныне имела на вооружении только многоцелевые торпедные подводные лодки. В начале 1980-х годов АПЛ проекта 659Т были переведены в Советскую Гавань в состав новообразованной 28-й дивизии, а в бухту Павловского из 45-й дивизии были переданы четыре АПЛ проекта 627А и три проекта 671В, качественно усилив 26-ю дивизию, основной задачей которой в этот период было противолодочное обеспечение развёртывания в Японском море стратегических подводных лодок проекта 667Б из состава соседней 21-й ДиПЛ.
К 1985 году среди боеготовых кораблей соединения не осталось АПЛ первого поколения, в том числе К-42 была выведена в резерв из-за сильнейшего радиоактивного заражения во время аварии на К-431 в бухте Чажма. В том же году была принята в опытную эксплуатацию головная АПЛ третьего поколения — К-284. На базе дивизии была проведена огромная работа по доводке этого корабля, который за пять лет опытовой эксплуатации прошёл более 50000 миль и подвергался многочисленным доработкам, внедрявшихся затем на серийных кораблях проекта 971.
В сентябре 1995 года после расформирования 3-й эскадры в 26-ю дивизию были переведены все остававшиеся в строю и в отстое подводные лодки объединения, а также многие офицеры штаба расформированной 21-й дивизии. В числе переданных кораблей были два находившихся в строю РПКСН проекта 667Б — К-500 и К-530.
8 августа 2000 года 26-я дивизия была расформирована, на её базе была создана 8-я бригада подводных лодок. Последним боеготовым кораблём в составе соединения являлась К-264 проекта 671РТМ.

## Командиры
- 1961—1965: Иванов, Юрий Васильевич;
- 1965—1970: Корбан Владимир Яковлевич;
- 1970—1973: Вереникин Игорь Иванович;
- 1973—1976: Катышев, Андрей Павлович;
- 1976—1978: Хватов, Геннадий Александрович;
- 1978—1980: Пирожков Рэмир Иванович;
- 1980—1981: Шуманин, Юрий Иванович;
- 1981—1982: Самойлов Юрий Алексеевич — снят с должности после столкновения К-45 с рыбацким траулером и уволен в запас;
- 1982—1986: Белоусов Алексей Арсентьевич;
- 1986—1988: Кожевников, Валерий Александрович;
- 1988—1994: Германов Николай Никитович;
- 1994, 1996—1999: Кондаков, Василий Георгиевич, в 1994—1996 годах прошёл подготовку в Академии Генштаба;
- 1994—1996: Поляков Александр Иванович — последний командир расформированной в 1994 году 21-й ДиПЛ;
- 1999—2000: Ребенок Юрий Станиславович.

Начальники штаба
- 1961—1964: Прыгунков Николай Петрович;
- 1964—1965: Корбан Владимир Яковлевич;
- 1965—1969: Белашев, Виктор Григорьевич;
- 1969—1972: Абрамов Михаил Борисович;
- 1972—1973: Удовиченко Николай Данилович;
- 1973—1974: Хватов Геннадий Александрович;
- 1974—1976: Берзин Альфред Семёнович;
- 1976—1979: Самойлов Юрий Алексеевич;
- 1979—1980: Заварухин Геннадий Михайлович;
- 1980—1982: Колесников Валерий Васильевич;
- 1982—1986: Рязанцев, Валерий Дмитриевич;
- 1986—1989: Конев Александр Васильевич;
- 1989—1991: Русанов Иван Петрович;
- 1991—1994: Абросимов Сергей Александрович.